# Eucalyptus gomphocephala
Eucalyptus gomphocephala ist eine Pflanzenart innerhalb der Familie der Myrtengewächse (Myrtaceae). Sie kommt im Südteil der Westküste von Western Australia sowie an der Südküste von South Australia vor und wird dort „Tuart“ oder „Tuart Gum“ genannt.

## Beschreibung

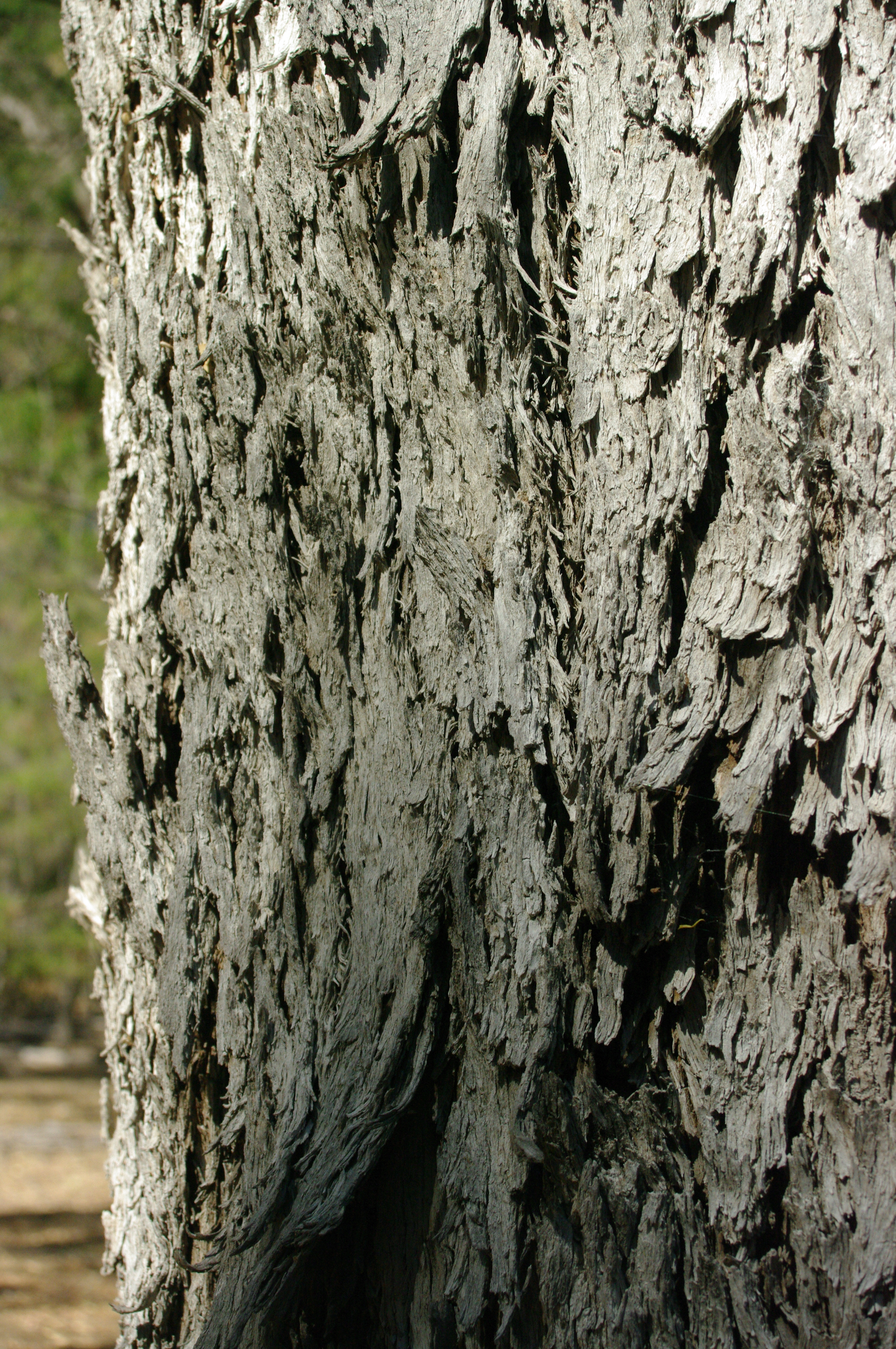
Borke

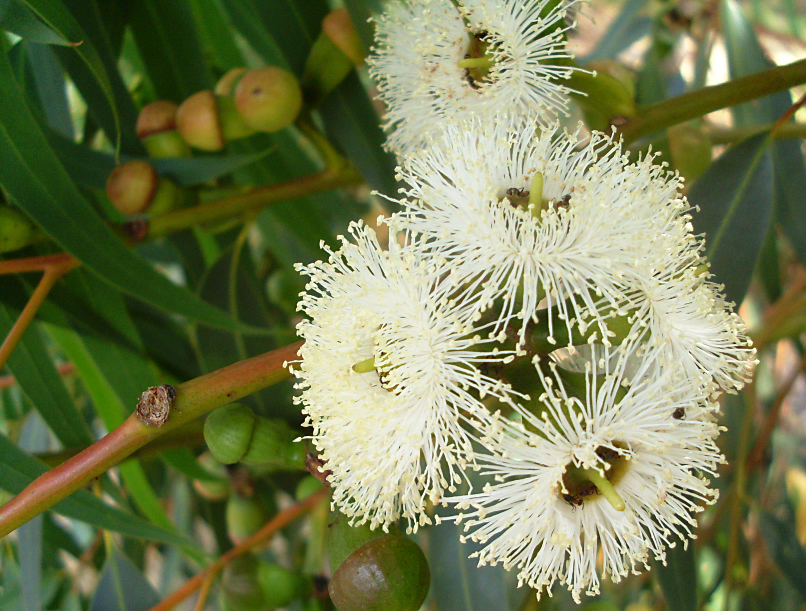
Blütenstand mit Blüten, gut zu erkennen sind die vielen Staubblätter

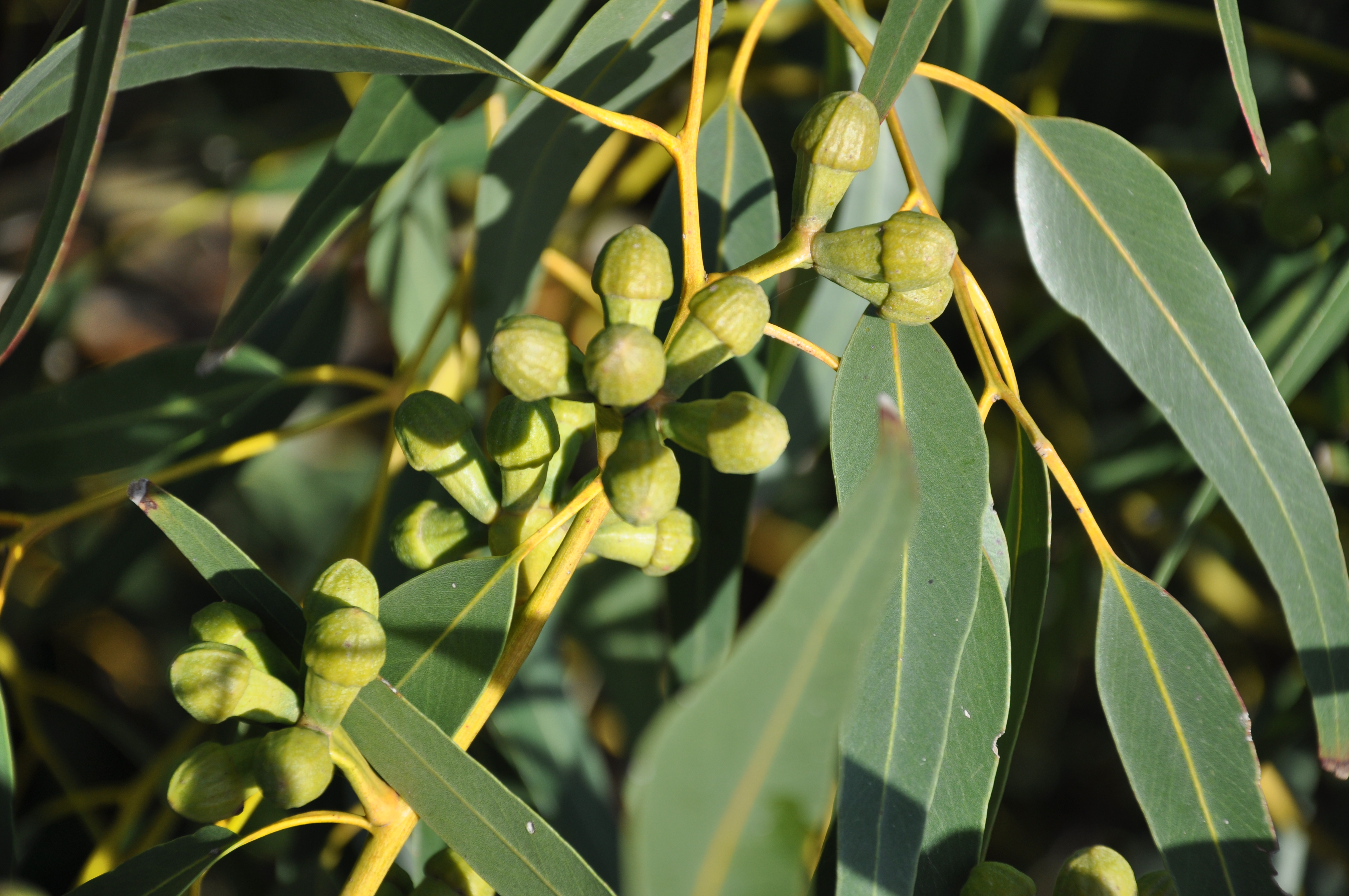
Gestielte Laubblätter und Knospen

### Erscheinungsbild und Blatt
Eucalyptus gomphocephala wächst als Baum, der Wuchshöhen von bis 10 bis über 40 Meter erreicht. Die Borke verbleibt am gesamten Baum, ist grau und kurzfasrig. Im Mark der jungen Zweige gibt es Öldrüsen, nicht aber in der Borke. Der Stammdurchmesser erreicht über 2,8 Meter, selten bis über 3,8 Meter.
Bei Eucalyptus gomphocephala liegt Heterophyllie vor. Die Laubblätter sind stets in Blattstiel und -spreite gegliedert. Die Blattstiele sind schmal abgeflacht oder rinnig. Bei Sämlingen ist die auf Ober- und Unterseite verschiedenfarbig grüne Blattspreite bei einer Länge von 6 bis 9 cm und einer Breite von 4 bis 7 cm ei-, oft auch leicht herzförmig. An jungen Exemplaren ist die auf Ober- und Unterseite verschiedenfarbige Blattspreite bei einer Länge von 9 bis 15 cm und einer Breite von 5,5 bis 10 cm ei- bis herzförmig. Die auf Ober- und Unterseite gleichfarbig matt grau-grüne Blattspreite an mittelalten Exemplaren ist bei einer Länge von 12 bis 20 cm und einer Breite von 3 bis 5 cm breit-lanzettlich oder elliptisch bis eiförmig, gerade und ganzrandig. Die auf Ober- und Unterseite gleichfarbigen matt grünen oder grau-grünen Blattspreiten an erwachsenen Exemplaren sind bei einer Länge von 9 bis 16 cm und einer Breite von 1,6 bis 2,5 cm lanzettlich, sichelförmig gebogen, verjüngen sich zur Spreitenbasis hin, können relativ dünn oder relativ dick sein und besitzen ein stumpfes oberes Ende. Die kaum erkennbaren Seitennerven gehen in einem spitzen Winkel vom Mittelnerv ab. Die Keimblätter (Kotyledone) sind zweiteilig.

### Blütenstand und Blüte
Seitenständig an einem 13 bis 27 mm langen, im Querschnitt breit abgeflachten Blütenstandsschaft stehen in einem einfachen Blütenstand etwa sieben Blüten zusammen. Soweit vorhanden sind die Blütenstiele bis zu 4 mm lang. Die nicht blaugrün bemehlten oder bereiften Blütenknospen sind bei einer Länge von 14 bis 20 mm und einem Durchmesser von 8 bis 15 mm keulenförmig. Die Kelchblätter bilden eine Calyptra, die früh abfällt. Die glatte Calyptra ist halbkugelig oder konisch, ein- bis zweimal so lang wie der glatte Blütenbecher (Hypanthium) und breiter als dieser. Die Blüten sind weiß oder cremeweiß. Die Blütezeit reicht in Western Australia von Januar bis April.

### Frucht und Samen
Die sitzende oder kurz gestielte, holzige Frucht ist bei einer Länge von 13 bis 22 mm und einem Durchmesser von 13 bis 17 mm glockenförmig, selten auch zylindrisch und oft fein gerippt. Der Diskus ist leicht eingesenkt oder angehoben, die Fruchtfächer sind auf der Höhe des Randes oder stehen leicht heraus.
Die Samen sind teller- bis eiförmig und grau-schwarz. Das Hilum sitzt mittig.

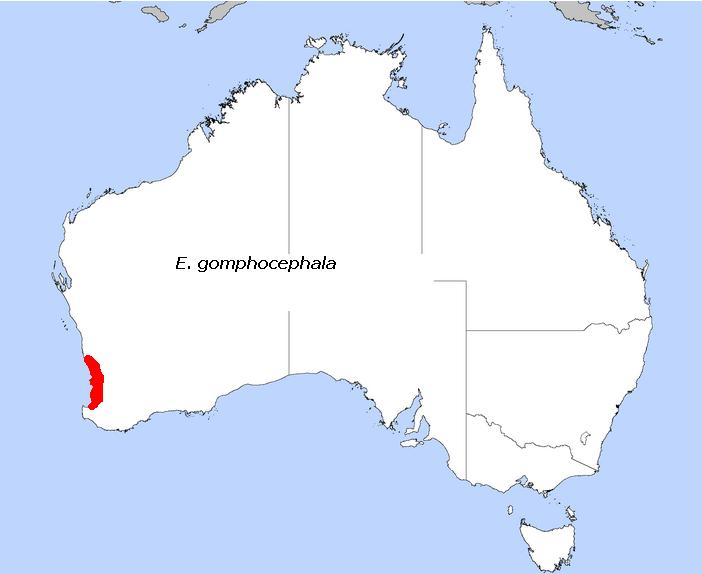
Verbreitung in Western Australia

## Vorkommen
Das natürliche Verbreitungsgebiet von Eucalyptus gomphocephala ist der südliche Abschnitt der Westküste von Western Australia, um Perth, sowie die Südküste von South Australia, südlich und westlich von Adelaide. Eucalyptus gomphocephala kommt in Western Australia in den selbständigen Verwaltungsbezirken Bunbury, Busselton, Cottesloe, Dandaragan, Dardanup, Fremantle, Gingin, Harvey, Joondalup, Kwinana, Mandurah, Murray, Rockingham, Serpentine-Jarrahdale, South Perth, Swan, Wanneroo und Waroona in den Regionen Peel, Perth, South West und Wheatbelt vor.
Eucalyptus gomphocephala wächst auf Sandböden über Kalkstein. Eucalyptus gomphocephala findet man vorwiegend in Küstenebenen.

## Taxonomie
Die Erstbeschreibung von Eucalyptus gomphocephala erfolgte 1828 durch Augustin-Pyrame de Candolle in Prodromus Systematis Naturalis Vegetabilis, Volume 3, S. 220. Das Typusmaterial weist die Beschriftung „in Novâ-Hollandiâ“ auf. Synonyme für Eucalyptus gomphocephala DC. sind Eucalyptus gomphocephala DC. var. gomphocephala und Eucalyptus gomphocephala  var. rhodoxylon Blakely & H.Steedman.

## Nutzung
Das Kernholz von Eucalyptus gomphocephala ist blass gelblich, fein strukturiert, sehr hart und sehr beständig. Sein spezifisches Gewicht liegt bei 890 bis 1160 kg/m³.
Das Holz wurde früher überall dort, wo besondere Festigkeit gefordert war, beispielsweise im Schiffsbau für Kiele und Heckspanten, sowie als Brückenpfeiler und im Eisenbahnwaggonbau genutzt.